# إف. جاي دوارتي
إف. جاي دوارتي (بالإسبانية: F. J. Duarte)‏ هو فيزيائي ومخترع تشيلي، ولد في 1 سبتمبر 1954 في سانتياغو في تشيلي.